# 21007 Lo Campo
21007 Lo Campo este o planetă minoră (asteroid), cu un diametru de 3,436 km, din centura de asteroizi. A fost descoperită pe 19 martie 1988 la Observatorul La Silla de Walter Ferreri⁠(d). 
Obiectul prezintă o orbită caracterizată de o semiaxă mare de 2,1915593 UAi, o excentricitate de 0,01, o înclinație de 4,22084 ° în raport cu ecliptica.